# Jim Kelly (écrivain)
Pour les articles homonymes, voir Jim Kelly et Kelly.
Jim Kelly né le 1er avril 1957 à Barnet dans le comté d'Hertfordshire, aujourd'hui situé dans le Grand Londres, en Angleterre, est un écrivain britannique, auteur de roman policier. Ses écrits ne sont pas traduits en français.

## Biographie
Il naît à Barnet, ville située à l'époque dans le comté d'Hertfordshire et aujourd'hui incluse dans la subdivision administrative anglaise du Grand Londres.
Après des études à Sheffield, il tente de devenir journaliste sans succès et travaille un temps comme ouvrier. Il intègre finalement l'équipe du Bedfordshire Times et y exerce pendant cinq années, avant de partir pour York où il travaille pour le Yorkshire Evening Press (en). Il fréquente ensuite le Wolfson College, puis se joint à l'équipe du Financial Times. 
En 1995, il décide de quitter Londres pour la province anglaise et la ville d'Ely. Il se lance au début des années 2000 dans une carrière de romancier. Il se fait connaître avec sa série de romans policiers mettant en scène le détective privé Philip Dryden qui évolue dans le comté de Cambridgeshire.
Il est présentement marié à la biographe Midge Gillies (en).

## Œuvre

### SériePhilip Dryden
- The Water Clock (2002)
- The Fire Baby (2004)
- The Moon Tunnel (2005)
- The Coldest Blood (2006)
- The Skeleton Man (2007)
- Nightrise (2012)
- The Funeral Owl (2013)

### SériePeter Shaw et George Valentine
- Death Wore White (2008)
- Death Watch (2010)
- Death Toll (2011)
- Death's Door (2012)
- At Death's Window (2014)

## Prix et distinctions notables
- Dagger in the Library 2006.